# هدف اللحظة الأخيرة
يستخدم مصطلح هدف اللحظة الأخيرة (بالإنجليزية: Last-minute goal)‏ في الرياضة، وبشكل أساسي في كرة القدم، لوصف هدف تم تسجيله في وقت متأخر جدًا من المباراة، وعادة ما يؤثر على نتيجة المباراة. إن تعريف «هدف اللحظة الأخيرة» المستخدم بشكل شائع يتم تسجيله إما في الدقيقة الأخيرة أو قبل الأخيرة من وقت المباراة أو الوقت الإضافي. 
لا يعتبر "الهدف الذهبي"، الذي تم استخدامه لفترة وجيزة في الوقت الإضافي في بعض البطولات، هدفًا في الدقيقة الأخيرة، ما لم يتم تسجيله في وقت متأخر في الوقت الإضافي. الأهداف التي تم تسجيلها عن طريق ركلات الترجيح لا تعتبر أهداف اللحظة الأخيرة أيضًا.  